# Правова система Чеської Республіки
Правова система Чехії, яку часто також називають правопорядком Чеської Республіки (právní řád České republiky) — це система правових явищ, що діють в Чехії. Чеська правова система належить до німецької гілки континентальної правової сім'ї. Основні сфери публічного і приватного права поділяються на гілки, серед них: цивільне, кримінальне, адміністративне, процедурне та трудове законодавство, вони системно кодифіковані.
Писане право є основою правового порядку Чехії, і найбільш важливим джерелом права є: нормативно-правовий акт (акти парламенту, а також делеговане законодавство), міжнародні договори (як тільки вони були ратифіковані парламентом і оприлюднені), і такі висновки Конституційного Суду ЧР, у яких закон або його частина була анульована як неконституційна. Його оприлюднюють у періодичному виданні Sbírka zákonů,скорочено Sb. («Збірка закону») і Sbírka mezinárodních smluv, скорочено Sb. m. s.(«Збірник міжнародних договорів»).
Система права і правосуддя у Чеській Республіці знаходиться в постійному розвитку з моменту зміни режиму в 1989 році. 1993 року була прийнята Конституція Чеської Республіки, яка постулює верховенство права і декларує права людини і права громадянина, у ній викладається структура і принципи демократичного врядування. З 2004 року членство в ЄС визначає пріоритет права Європейського Союзу над чеським правом в деяких областях. Нещодавно новий Кримінальний кодекс набрав чинності 2010 року, а Цивільний кодекс — 2014 року.

## Джерела права

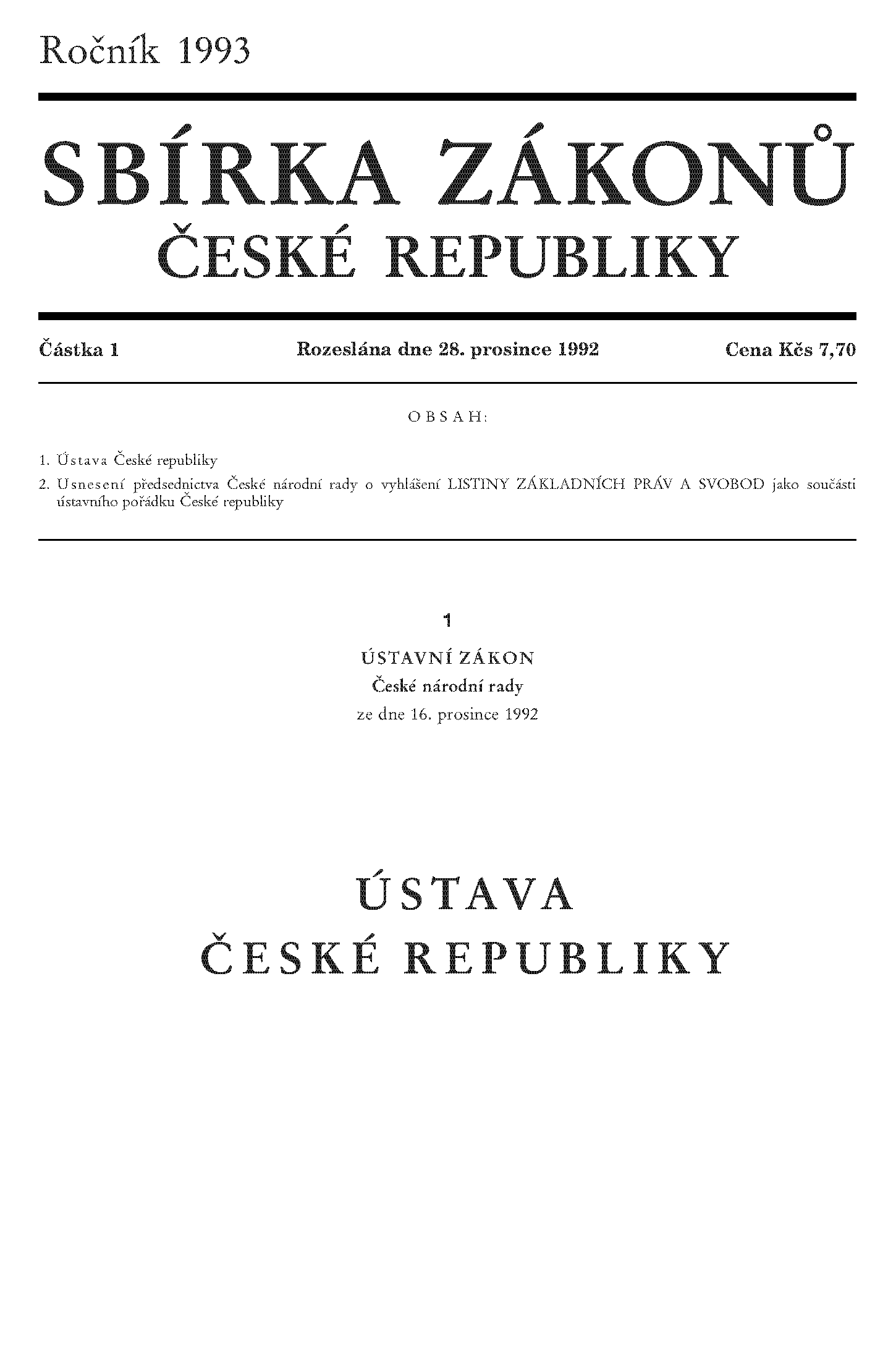
Конституція Чеської Республіки, опублікована в збірнику законів

## Історія

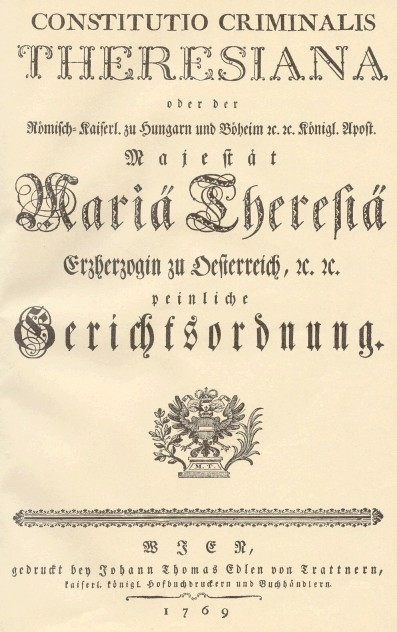
Constitutio Criminalis Theresiana, 1768